# 톈퉁위안둥역
톈퉁위안둥역(중국어: 天通苑东站)은 중국 베이징시 창핑구 톈퉁위안난 가도와 톈퉁위안베이 가도가 서로 교차하는 지점인 바이팡루와 베이위안둥루의 교차점에 위치한다. 베이징 지하철 17호선의 지하철역이다. 또한, 13A호선도 이 역에 들어올 예정이다. 17호선의
역은 2023년 12월 30일 개통되어 톈퉁위안 지역의 4번째 지하철 역이 되었고, 이 역은 베이징 톈퉁위안 지역의 16년에 걸친 지하철 공사 역사를 마감한 것에 의의가 있다.

## 역사
톈퉁위안둥역은 원래 13호선 분리 계획과 17호선 베이치자(北七家) 방향으로의 분기 계획의 일환으로 2019년에 표준형 2면 4선식의 쌍섬식 승강장으로 계획되었다. 2022년 1월에는 17호선 이 역 주변의 주요 구조물이 폐쇄되었다.
2023년 12월 30일에 이 역이 개통되어 17호선 북부 구간이 개통됨으로써 영업을 개시하였다.

## 역 구조
17호선 톈퉁위안둥역은 지하 2층(지하 3층 13호선 예정) 6경간 4선 섬식 승강장으로 길이 555.9m, 폭 45.3m로 예정된 13A호선도 17호선 아래를 통과하게 된다. T자형 환승을 실현하는 환승 노드는 길이 31.37m, 폭 47.9m, 깊이 26.117m이다.
17호선 역사 중앙에는 '만가구의 불빛' 장식이 있어 도시의 야경을 표현하고 있다. 또한, 17호선 상, 하행선 승강장 기둥의 색상이 각각 다르며 북행(웨이라이커쉐청베이 방향) 승강장은 주황색과 흰색, 남행(자후이후후 방향) 승강장은 짙은 회색과 흰색이다.
| 지면층         | 가도                            | A-D출입구                                               |
| 지하1층 대합실 | 대합실                          | 문의, 발권 서비스, 셀프 발권, 보안 검색대, 출입 게이트  |
| 지하2층 승강장 | ←                               | ■ 17호선(북단) 웨이라이커쉐청베이 방면 (웨이라이커쉐청) |
| 지하2층 승강장 | 섬식 승강장, 왼쪽 출입문이 열림 |                                                         |
| 지하2층 승강장 | 사용 예정                       |                                                         |
| 지하2층 승강장 | 사용 예정                       |                                                         |
| 지하2층 승강장 | 섬식 승강장, 왼쪽 출입문이 열림 |                                                         |
| 지하2층 승강장 | →                               | ■ 17호선(북단) 자후이후 방면 (칭허잉)                   |

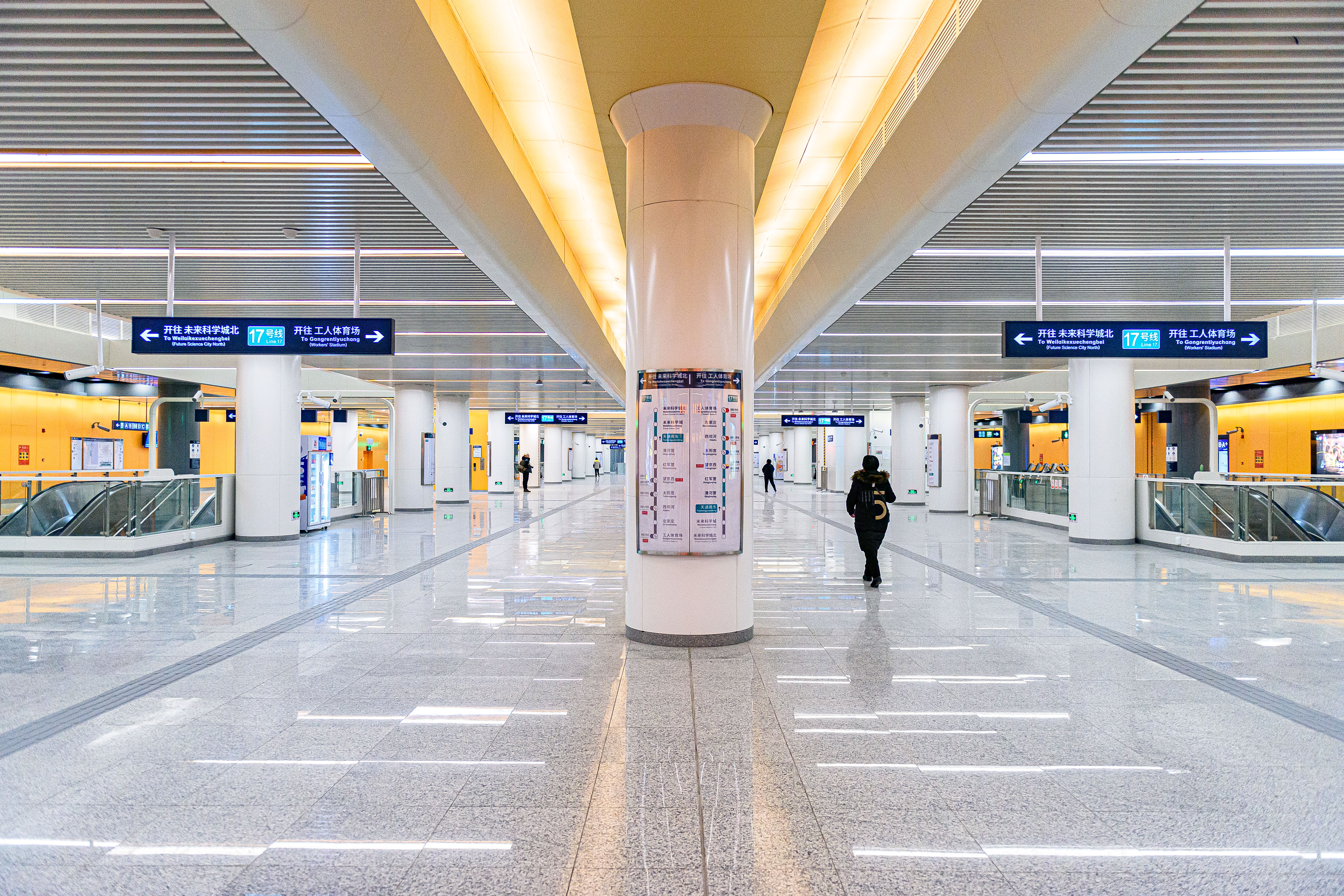
대합실
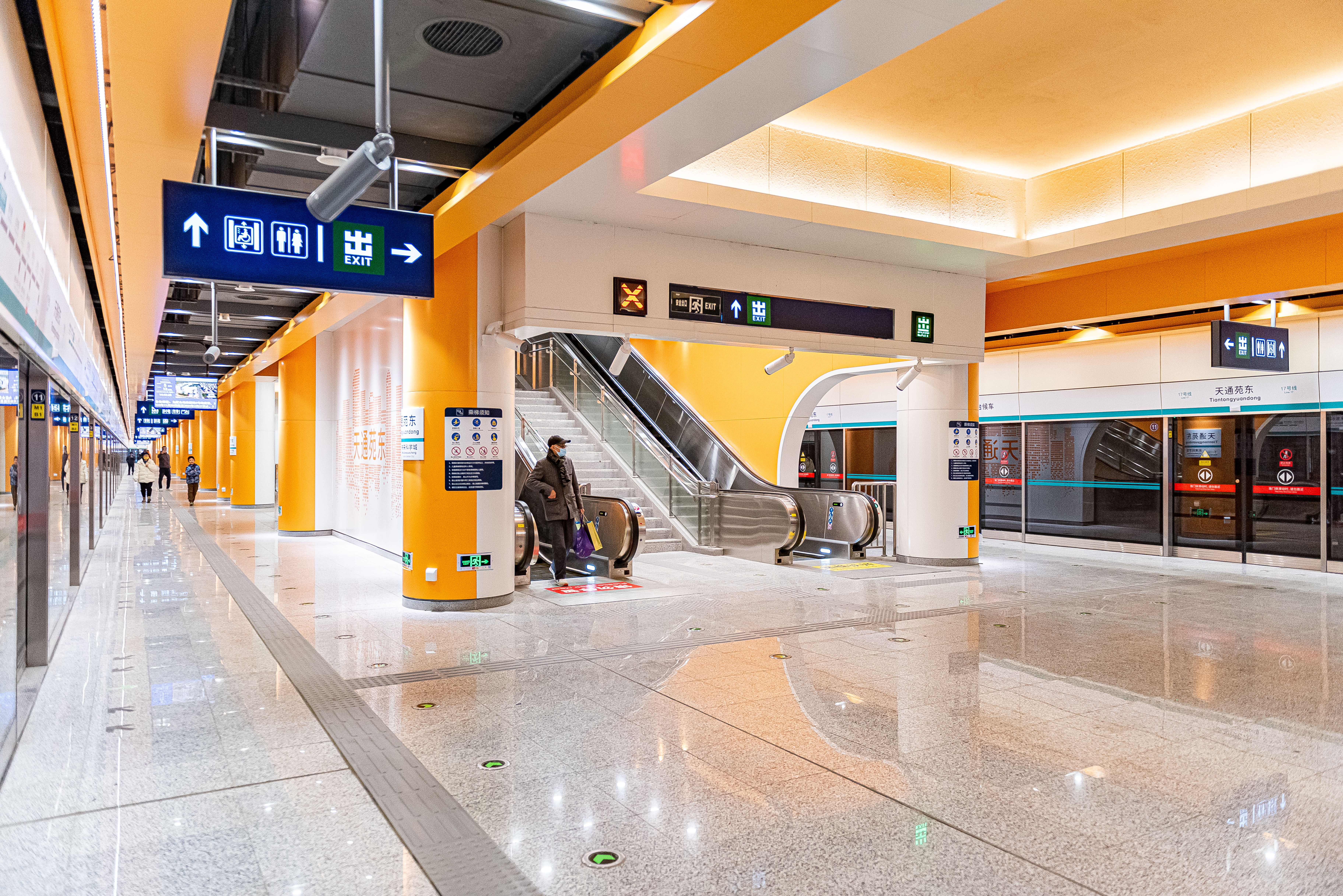
17호선 웨이라이커쉐청베이 방면 승강장
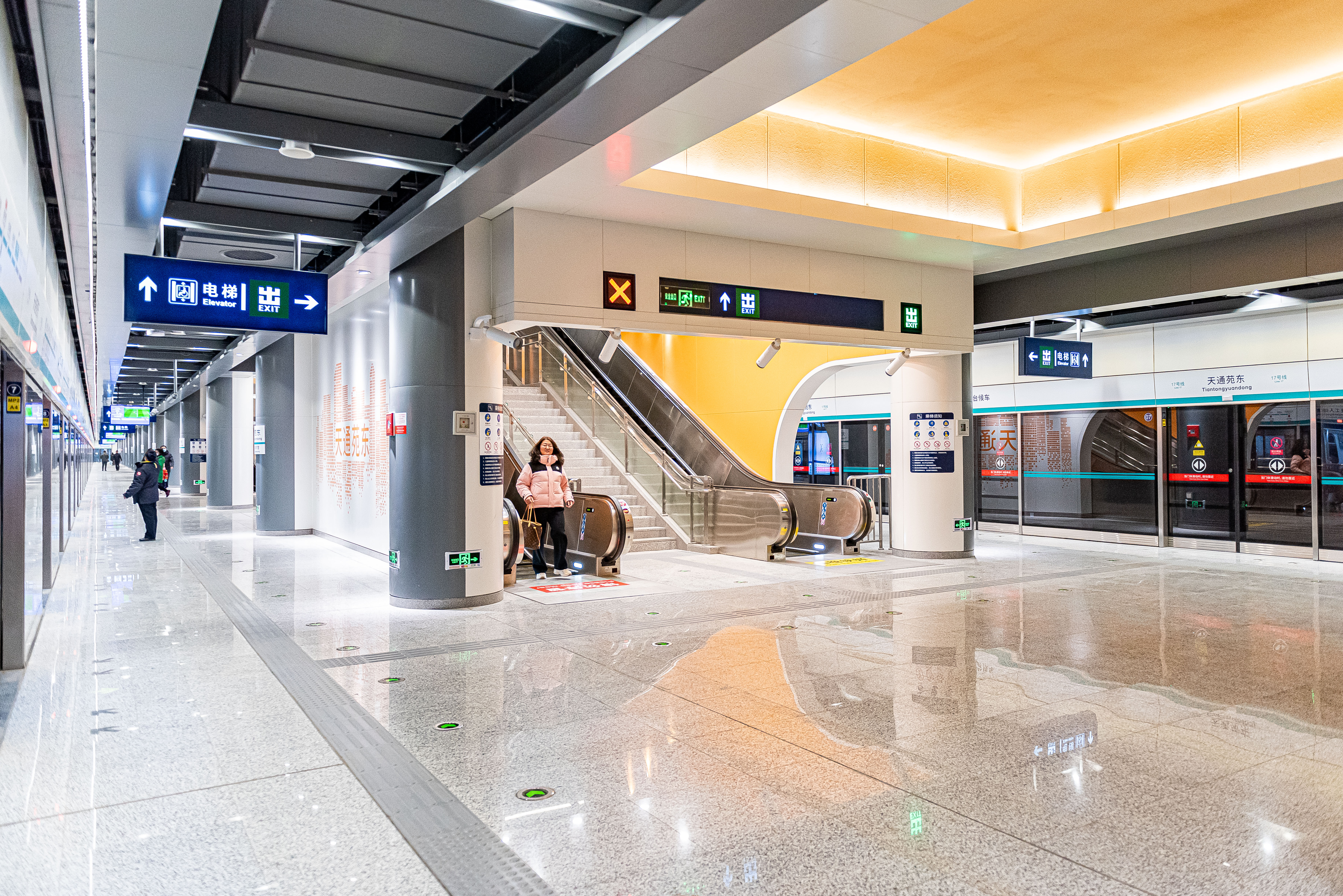
17호선 자후이후 방면 승강장

## 출구
톈퉁위안둥역은 17호선 개통과 함께 5개의 출입구가 건설되었으며, 그 중 C 출입구에는 수직 엘리베이터가 설치되어 있고, D1 출입구에는 계단만 존재한다.
|                         |                         |        |      |           |
|                         |                         |        |      |           |
| 출구                    | 지시                    | 목적지 | 사진 | 편의 시설 |
| 出口 · A                | 베이위안 동로(北苑东路) |        |      | 빈칸      |
| 出口 · B                | 베이위안 동로(北苑东路) |        |      | 빈칸      |
| 出口 · C                | 베이위안 동로(北苑东路) |        |      |           |
| 出口 · D · 1            | 베이위안 동로(北苑东路) |        |      | 빈칸      |
| 出口 · D · 2            | 베이위안 동로(北苑东路) |        |      | 빈칸      |
| 아이콘 설명: 엘리베이터 |                         |        |      |           |